# Mégapode de Wallace
Eulipoa wallacei
Genre
Espèce
Synonymes
- Megapodius wallacei

Statut de conservation UICN

 VU A2cd+3cd+4cd : Vulnérable
Le Mégapode de Wallace (Eulipoa wallacei) est une espèce d'oiseaux de la famille Megapodiidae. C'est la seule espèce du genre Eulipoa.

## Description
Il mesure environ 31 cm de long. Les deux sexes sont semblables avec un plumage brun-olive, le ventre gris-bleu, le dessous de la queue blanc, l'iris brun, la peau dénudée de la face rose, le bec bleu-jaune et les pattes olive foncé. Il a des bandes gris clair sur les plumes brunes du dos. Les jeunes ont un plumage brun, un bec noir, les jambes et l'iris noisette.
C'est le seul Mégapode connu pour pondre ses œufs la nuit. Les sites de nidification sont généralement situés sur les plages exposées au soleil ou sur des sols volcaniques.

## Distribution
Il est endémique en Indonésie. Son territoire se limite aux forêts des collines et montagnes des îles Moluques suivantes : Halmahera, Buru, Céram, Ambon, Ternate, Haruku et Bacan. On le trouve également sur l'île Misool de la province de Papouasie occidentale.
Il est menacé par la disparition de son habitat.